# ロベルト・ランベルト
ロベルト・カルロヴィチ・ランベルト（ロシア語: Роберт Карлович Ламберт, ラテン文字転写例:Robert Lambert , 1888年2月26日 - 1927年8月4日）は、ロシアのフルート奏者および教師。 
1915年からモスクワ・フィルハーモニック・スクールでフルートを学ぶ。ジミン・オペラのフルート奏者を経て、1916年からペテルブルクに移り、ミハイロフスキー劇場オーケストラでソリストを務めた。ソビエトの支配下では、レニングラード・フィルハーモニー交響楽団の首席フルート奏者の任に当たった。また、1926年に退職するまでレニングラード音楽院でフルートを講じ、ボリス・トリズノやヨシフ・ヤヌス等を育てた。 